# Robert Hooke
Robert Hooke (18. července 1635 Freshwater, ostrov Wight – 3. března 1703 Londýn) byl anglický polyhistor, který se proslavil zejména svými objevy na poli přírodních věd. Známý je jeho fyzikální Hookův zákon o přímé úměrnosti velikosti deformace a napětí v deformovaném tělese. Také je nazýván objevitelem buněk.

## Život
Roku 1665 publikoval knihu Micrographia, která obsahovala mnoho mikroskopických i makroskopických pozorování. Je mu přisuzováno zavedení biologického pojmu buňka. Pro svá pozorování používal jednoduchý mikroskop, který následně zdokonalil Antoni van Leeuwenhoek, který bývá považován za zakladatele mikrobiologie.
Byl vynálezcem anemometru, teploměru, univerzálního kloubu, vodováhy, hodinového nepokoje, irisové clony, zaměřovacího kříže u dalekohledů, kromě toho se zajímal o astronomii, zkonstruoval zrcadlový dalekohled, helioskop určený k pozorování Slunce, objevil červenou skvrnu na Jupiteru a z jejího pozorování usoudil, že se otáčí. I když přispěl k formulaci Newtonova gravitačního zákona, tak jeho vztah s Newtonem byl odměřený. Některá Hookeova prvenství jsou někdy připisována Newtonovi nebo jsou po Newtonovi pojmenována. Vzhledem k tomu, že se přátelil s Christopherem Wrenem, tak se věnoval i architektuře. Po velkém požáru Londýna v roce 1666 vypracoval velké množství plánů na obnovení města.